# 미즈노 다다모토 (1576년)
미즈노 다다모토(일본어: 水野忠元, 1576년 ~ 1620년 10월 31일)는 에도 시대 초기의 다이묘이다. 시모사 야마가와 번 초대 번주. 다다모토계 미즈노가(忠元系水野家) 시조. 미즈노 다다모리의 3남으로 태어났다.
도쿠가와 이에야스에게는 씨다른 사촌 동생, 미즈노 가쓰나리는 사촌 형, 미즈노 다다키요는 사촌 동생에 해당한다.
| 전임 마쓰다이라 사다쓰나 | 제1대 시모사 야마가와 번 번주 (미즈노가) 1615년 ~ 1620년 | 후임 미즈노 다다요시 |